# Bakkersrente

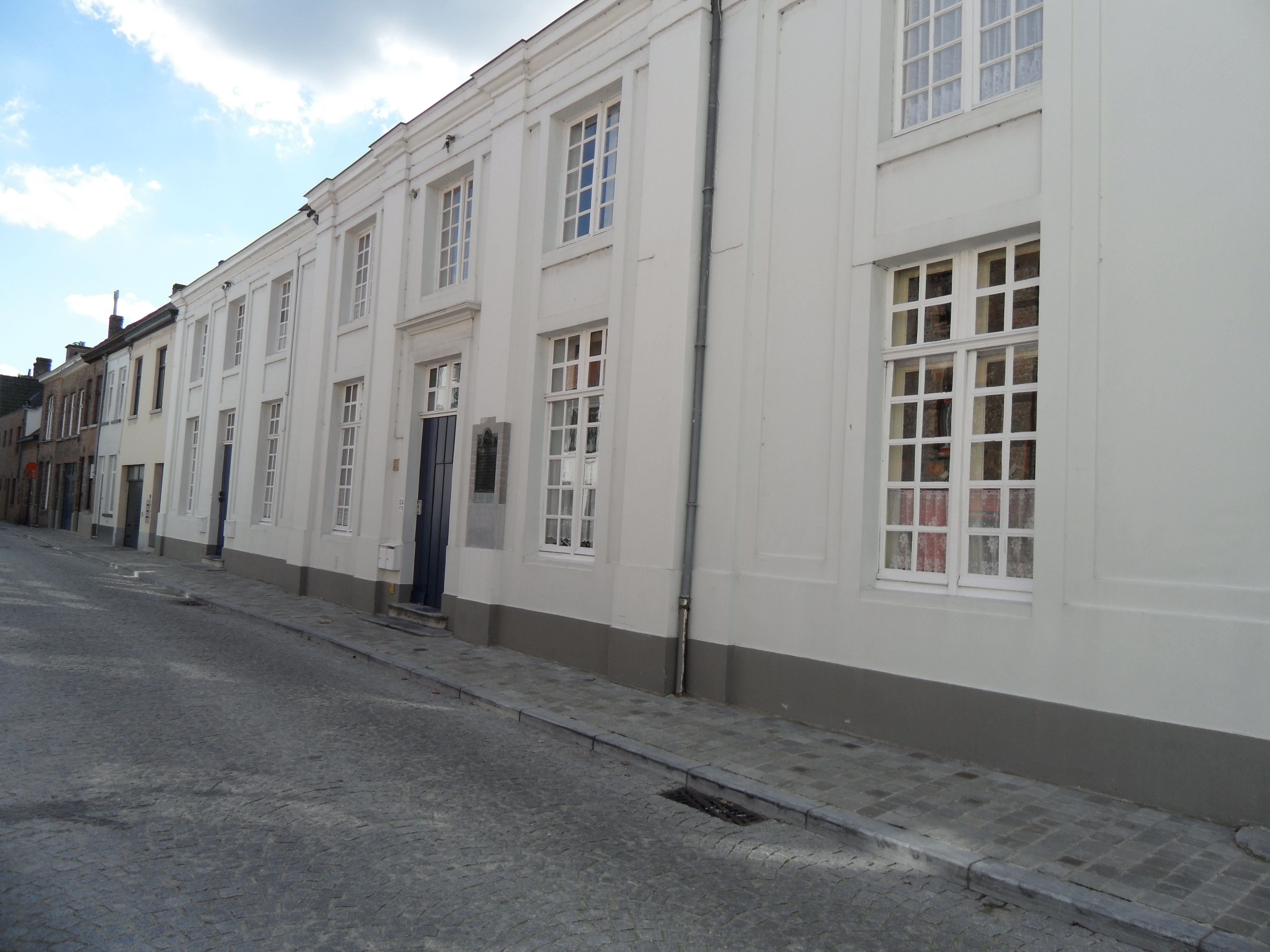
Zicht op een deel van de Bakkersrente in de Zwarteleertouwersstraat

De Bakkersrentes zijn verschillende godshuizen in de Zwarteleertouwersstraat in Brugge.

## Geschiedenis
Het is meest waarschijnlijk in de tweede helft van de vijftiende eeuw dat het ambacht van de bakkers enkele renthuisjes bouwde ten behoeve van onvermogende oude leden van de beroepsgilde.
De documenten ontbreken, maar er wordt aangenomen dat het in 1469 was dat de bakkers op de hoek van de Zwarteleertouwersstraat en de Kruitenbergstraat een eigendom kochten en van de bisschop van Doornik vergunning kregen om er een kapel op te richten, toegewijd aan hun patroon, de heilige Aubertus. De kapel staat afgebeeld, naast de godshuizen, op de kaart van Marcus Gerards.
In 1774 besliste het bestuur van het bakkersgild de in slechte staat verkerende godshuizen te slopen. Architect Hendrik Pulinx junior (1724-1787) kreeg de opdracht een nieuw gebouw te ontwerpen. Het nieuwe godshuis telde twee bouwlagen en was ingedeeld in twaalf kleine woningen, zes aan de straatzijde en zes aan de tuinzijde. Het werd opgetrokken in Lodewijk XVI-stijl. Tussen de godshuizen in de Zwarteleertouwersstraat en de (nu verdwenen) kapel in de Kruitenbergstraat, stond een huis dat eveneens aan het bakkersambacht behoorde. In 1796, net voor de eigendom werd onteigend door de overheid, maakte Jan Beerblock er een mooie tekening van. De openbare verkoop had tot gevolg dat het hoekhuis in privéhanden overging en de kapel werd gesloopt en vervangen door drie woonhuizen.
De godshuizen werden overgedragen aan de stedelijke Commissie van de Burgerlijke Godshuizen, maar ze bleven beheerd door de Brugse bakkersvereniging, die ze verder bestemde voor behoeftige leden en ze onderhield en herstelde.
Pas in 1942 nam de Commissie van Openbare Onderstand het beheer over. De woningen werden nog een aantal jaren gratis bewoond door bejaarde bakkers. In 1953 werd een eerste modernisering doorgevoerd. In 1990 werd een grondige vernieuwing uitgevoerd, waarbij de twaalf woningen tot acht werden gereduceerd, vier per verdieping.
De Bakkersrente op het adres Zwarteleertouwersstraat en het woonhuis op het adres Kruitenbergstraat 14, zijn sinds 1994 beschermd als monument. 